# James Crumley
James Arthur Crumley (Three Rivers, Texas, 12 d'octubre de 1939 - Missoula, Montana, 17 de setembre de 2008), més conegut com James Crumley, va ser un escriptor de novel·la negra i professor universitari estatunidenc.
Tot i que en vida no va assolir l'èxit ni entre la crítica ni entre el públic en general -amb l'excepció de França, on va començar a triomfar a finals dels vuitanta-, després de la seva mort ha estat reivindicat com un dels grans clàssics de finals del segle xx i principis del segle xxi, sobretot pels seus companys de feina. Està valorat comm un escriptor de culte, especialment als Estats Units i Regne Unit. La seva obra més coneguda The Last Good Kiss (L'últim petó autèntic) és considerada un dels grans clàssics de l'últim quart del segle xx i la revolució més important en el gènere des de Dashiell Hammett.

## Biografia
Crumley va néixer i es va criar al sud de Texas, dins una família de classe mitjana-baixa. El seu pare treballava a camps petrolífers i la seva mare era cambrera. Tot i això, com que era bon estudiant i destacava jugant a futbol americà, va aconseguir una beca per estudiar Enginyeria a l'Institut de Tecnologia de Geòrgia, però es va enrolar a l'Exèrcit al cap d'un any, complint el seu servei entre 1958 i 1961, període en què va ser destinat a les Filipines.
Després de tornar a casa, va continuar els seus estudis, però ara a Història, llicenciant-se el 1964 a la Universitat de Texas A&M. Després va obtenir un Màster de Belles Arts a la Universitat d'Iowa el 1966, estudiant al costat d'escriptors com Kurt Vonnegut, Richard Yates i Nelson Algren. La seva tesi es va convertir en el seu primer llibre publicat , One to Count Cadence, una raresa dins de la seva producció ja que és la seva única novel·la bèl·lica, però a la qual va aconseguir dotar de força i autenticitat gràcies als veterans del Vietnam que havia conegut durant la seva estada al sud-est asiàtic.
Després d'incorporar-se a la Universitat de Montana per fer classes d'anglès, va descobrir l'escriptura de Raymond Chandler i Ross Macdonald durant un viatge a Mèxic, i va decidir que l'escriptura de novel·la negra era la seva vocació.
Durant les dècades de 1970 i 1980, a més d'escriure, va fer classes d'anglès a diverses universitats com les d'Arkansas, Montana, Colorado i Texas. També va provar sort a Hollywood, i va participar en diversos projectes, però pel que sembla ni una sola paraula escrita per Crumley va arribar a la gran pantalla.
Es va casar cinc vegades i va tenir cinc fills, tres del segon matrimoni i dos del quart.
A la seva vida privada Crumley era un home donat als excessos: a mitjans de la dècada de 1980 es va traslladar a viure definitivament a Missoula (Montana), i afirmava que la seva cinquena dona l'havia asserenat, ja no es ficava en baralles de bar ni acabava la nit a la garjola. No obstant fins als seus últims dies va continuar sent un gran bevedor de whisky i consumidor bastant habitual de cocaïna.
James Crumley va morir per complicacions renals i respiratòries després d'anys amb problemes de salut. Després de la seva mort els seus amics i el seu bar preferit li van retre homenatge reservant-li permanentment el seu seient preferit.

## Obra
L'estil de James Crumley era realment particular. És considerat una cruïlla entre Raymond Chandler, Jim Thompson, Edward Bunker i Hunter S. Thompson.
A les seves novel·les hi ha una barreja de tendresa, malenconia, sexe, violència, ressentiment de classe baixa, amor,
 drogues, mort, infidelitat, traïció... Tot això donarà com a resultat una escriptura aspra, sòlida i potent però alhora poètica. Alguns el situen dins del country noir.
A les seves trames és possible trobar algunes incongruències, però el que importa no és resoldre un crim, tant com parlar de la desesperació de gent que està vivint el profund canvi produït als EUA després de la derrota al Vietnam.
 Com passava amb Chandler, és més important l'estil i els personatges que la trama.
Però això no impedeix Crumley dotar la seva obra d'ironia i humor, fins i tot els utilitza per ficar-se amb part de la societat (hippies, escriptors, guionistes...).

### Personatges
Els personatges retratats per Crumley són força extrems. Acostumen a beure alcohol i drogar-se en grans quantitats, però com a diversió, sense tenir relació amb l'addicció. En algunes de les seves obres els personatges són veterans de la Guerra del Vietnam amb diversos trastorns i poca estima per les seves vides, cosa que els porta a cometre qualsevol bogeria només per diversió.
Acostumen a ser perdedors, desplaçats per la societat o, simplement, gent que no va arribar a complir els seus somnis, i la lluita és sobreviure. Treballen i mengen, però sobretot s'emborratxen i es droguen, per escapar-se d'aquesta realitat.
Pel que fa als seus personatges principals, Crumley va crear dos detectius que van ser protagonistes de gairebé tota la seva producció: C. W. (Chauncey Wayne) Sughrue i Milo Milodragovitch. Semblen ser dues cares d'una mateixa moneda, ja que s'assemblen en molts aspectes: bevedors, cocaïnòmans i faldillers, encara que potser es pugui considerar Milo com una mica més humà i tendre, i Sughrue com a més cínic i inestable. 

### The Last Good Kiss
És protagonitzada per Sughrue i és una barreja entre novel·la negra i road movie. 
És l'obra més coneguda de James Crumley. Alguns dels millors escriptors de novel·la negra posteriors a Crumley (i que reconeixen la seva influència) la consideren com una revolució dins del gènere negre: Dennis Lehane, Michael Connelly, George Pelecanos i Ian Rankin.
El seu inici és considerat un dels millors de tota la història de la novel·la negra:
| «                                   | When I finally caught up with Abraham Traherne, he was drinking beer with an alcoholic bulldog named Fireball Roberts, in a ramshackle joint just outside of Sonoma, California, drinking the heart right out of a fine spring afternoon. | Quan finalment vaig trobar Abraham Traherne, estava bevent cervesa amb un bulldog alcohòlic anomenat Fireball Roberts, en un local atrotinat als afores de Sonoma, Califòrnia, bevent el cor d'una bella tarda de primavera. | » |
| — James Crumley, The Last Good Kiss | | |   |

## Obra publicada
| Títol                       | Any  | Traducció             | Editorial         | Notes |
| --------------------------- | ---- | --------------------- | ----------------- | --- |
| One to Count Cadence        | 1969 | -                     | -                 | Novela bèl·lica. Hi ha una traducció al castellà Uno que marque el paso                                       |
| The Wrong Case              | 1975 | El cas equivocat      | Edicions 62, 1991 | Protagonitzada per Milo Milodragovitch                                                                        |
| The Last Good Kiss          | 1978 | L'últim petó autèntic | Edicions 62, 1991 | Protagonitzada per C. W. Sughrue                                                                              |
| Dancing Bear                | 1983 | L'ós dansaire         | Edicions 62, 1992 | Protagonitzada per Milo Milodragovitch                                                                        |
| Whores                      | 1988 | -                     | -                 | Llibre de relats                                                                                              |
| Muddy Fork and Other Things | 1991 | -                     | -                 | Relats y assajos                                                                                              |
| The Mexican Tree Duck       | 1993 | -                     | -                 | Protagonitzada per C. W. Sughrue Premi Dashiell Hammett 1994 Hi ha una traducció al castellà El pato mexicano |
| Bordersnakes                | 1996 | -                     | -                 | Protagonitzada per C. W. Sughrue y Milo Milodragovitch                                                        |
| The Final Country           | 2001 | -                     | -                 | Protagonitzada per Milo Milodragovitch Finalista del Silver Dagger Award 2002                                 |
| The Right Madness           | 2006 | -                     | -                 | Protagonitzada per C. W. Sughrue                                                                              |